# Gambrus madronio
Gambrus madronio là một loài tò vò trong họ Ichneumonidae.